# Tidra
Tidra (en àrab: تيدرة; francès: île de Tidra) és una petita illa africana que es troba dins el Parc Nacional del Banc d'Arguin, a Mauritània. És la llar d'una comunitat de pescadors de la tribu imraguen. Fa uns 28 kilòmetres de llarg per 8 km d'ample.
Abd-Al·lah ibn Yassín hi fundà un ribat el 1035, que fou l'origen de la dinastia almoràvit.